# Leucinodes apicalis
Leucinodes apicalis är en fjärilsart som beskrevs av George Francis Hampson 1896. Leucinodes apicalis ingår i släktet Leucinodes och familjen Crambidae. Inga underarter finns listade i Catalogue of Life.